# Deportes Palmira
Deportes Palmira ist ein ehemaliger kolumbianischer Fußballverein aus Palmira, Valle del Cauca, der ein Jahr in der Categoría Primera B spielte.

## Geschichte
Deportes Palmira war der Nachfolgeverein des Zweitligisten Girardot FC. Aufgrund finanzieller Schwierigkeiten in Girardot beschlossen die Verantwortlichen, mit dem Verein nach Palmira umzuziehen.
Deportes Palmira nahm nur an der Spielzeit 2009 teil. In der Hinserie konnte der Verein zwar die Gruppenphase erreichen, der Finaleinzug wurde aber verfehlt. In der Rückserie konnte Palmira sich nicht für die Gruppenphase qualifizieren.
Anfang 2010 zog der Verein wegen fehlender Unterstützung in Palmira nach Buenaventura um und wurde in Pacífico FC umbenannt, der in den Spielzeiten 2010 und 2011 in der zweiten kolumbianischen Liga spielte.

## Stadion
Deportes Palmira absolvierte seine Heimspiele im Estadio Francisco Rivera Escobar in Palmira. Das Stadion hat eine Kapazität von etwa 9.000 Plätzen.